# Club Monaco
Club Monaco é uma luxuosa empresa de roupa com mais de 65 lojas na América do Norte. É propriedade de Polo Ralph Lauren. O retalhista tem localizações no Canadá, Hong Kong, Taiwan, Seul, Emirados Árabes Unidos, Malásia e Estados Unidos da América. Club Monaco também tem planos para abrir lojas no Reino Unido e expandir para a Filadélfia e Manila.
Club Monaco alterna entre estilos menos formais durante a Primavera e o Verão e mais formais durante o Outono e o Inverno. A empresa é conhecida pelo seu estilo clássico e o uso das cores preto e branco. Desde a fundação, o preto e branco foram usados.

## História
Em 1985, Joe Mimran e Alfred Sung abriram a primeira loja em Toronto em Queen St. West. Esta loja, que ainda existe, foi a primeira sede da marca. Originalmente incluía um café no piso inferior. A primeira loja abriu em Santa Mónica, em 1989. Até 1999, Club Monaco era uma empresa canadense e apenas tinha lojas em Bloor St. West e Avenida Rd. em Toronto. É agora propriedade e gerido por Polo Ralph Lauren, que adquiriu Club Monaco, em 1999. Polo tem permitido ao Club Monaco em existir como uma entidade independente dentro do grupo.
Luxottica começou a distribuir produtos oculares do Club Monaco nos seus estabelecimentos, em 2008.
1. ↑  «Polo/Ralph Lauren Corporation - Company History». FundingUniverse.com. Consultado em 26 de julho de 2011